# Krînîcikî, Novoarhanhelsk
Krînîcikî (în ucraineană Кринички) este un sat în comuna Skalivski Hutorî din raionul Novoarhanhelsk, regiunea Kirovohrad, Ucraina.

## Demografie
Componența lingvistică a localității Krînîcikî
     Ucraineană (93,51%)
     Română (3,9%)
     Rusă (1,95%)
     Alte limbi (0,65%)
Conform recensământului din 2001, majoritatea populației localității Krînîcikî era vorbitoare de ucraineană (93,51%), existând în minoritate și vorbitori de română (3,9%) și rusă (1,95%).